# Esperanza Bosch Fiol
Esperanza Bosch Fiol (Palma de Mallorca, 1958) es una psicóloga y profesora de universidad española especialista en violencia contra las mujeres, estudios de género y estudios feministas. Uno de sus principales focos de estudio es el acoso sexual en el ámbito universitario español. Es cofundadora y portavoz del Lobby de Dones creado en 1994. Desde su creación en 2004 dirige la Oficina de igualdad entre mujeres y hombres de la Universidad de las Islas Baleares. Dirige también el Máster en Políticas de igualdad y prevención de la violencia de género de la UIB además de ser directora de la Cátedra de Estudios de Violencia de Género y ser Presidenta de la Asociación Universitaria de Estudios de Género. Es codirectora de la Universidad de Verano de Estudios de Género.

## Trayectoria
Licenciada en Psicología por la Universidad de Barcelona es doctora en psicología y Profesora de Psicología Básica de la Universidad de las Islas Baleares después de que en 1996 entrara en vigor el nuevo Código Penal español en el que por primera vez se incluía como delito el acoso sexual realizó su tesis sobre el "Estudio comparativo en población universitaria de conductas susceptibles de ser tipificadas como acoso sexual" (1998) publicada en el año 2000: "Assetjament sexual i violència de genere" en la editorial Documenta Balear
Investigadora principal en varios proyectos: Profundizando en el mito del amor romántico en la violencia contra las mujeres en la pareja y "El acoso sexual en el ámbito universitario, elementos para mejorar medidas de prevención, detección e intervención" del Instituto de la Mujer
Miembro fundadora y directora del grupo de investigación “Estudios de género” de la Universidad de las Islas Baleares. Así mismo, dirige el Observatorio para la Igualdad de la UIB. Es codirectora de la “Universitat d’Estiu d’Estudis de Gènere” (Universidad de Verano de Estudios de género) que viene celebrándose anualmente desde 1997 en el marco de los cursos de verano de la UIB.  
Sus primeros textos sobre mujer y psicología datan de mediados de los años 80. En 1992 publicó La misoginia medieval y su repercusión en el concepto de enfermedad mental de la mujer. Desde entonces ha desarrollado su investigación en violencia de género, misoginia y patriarcado creando un grupo de trabajo en la Universidad de las Islas Baleares. Uno de sus principales focos es el acoso sexual y de manera específica el acoso sexual en las universidades.
En el año 2000 fue cofundadora de la Asociación Universitaria de Estudios de Género y desde el curso 2004/2005 directora de la oficina de igualdad entre mujeres y hombres de la Universidad de las Islas Baleares.
Desde su creación lidera la Universidad de Verano de Estudios de Género de la que es codirectora y que en 2021 celebra su XXII edición.

### Lobby de Dones
Esperanza Bosch fue cofundadora en 1994 del Lobby de Dones de Mallorca, organización formada por un centenar de mujeres de diferentes edades, profesiones y origen en la que desde entonces ha asumido en varias ocasiones la presidenta, la vicepresidencia y de la que es portavoz.

## Acoso sexual en las universidades
Bosch ha abordado el fenómeno de la violencia contra las mujeres en ciencias sociales en términos de teorización, análisis e investigación. Por otro lado es autora de uno de los primeros estudios sobre el acoso sexual en el ámbito universitario español y directora del proyecto de investigación El acoso sexual en el ámbito universitario. Elementos para mejorar la implementación de medidas de prevención, detección e intervención (2009) financiado por el Instituto de la Mujer.
El acoso sexual no es una cuestión de sexo sino una cuestión de poder, es una violencia de género que se ejerce básicamente sobre las mujeres por el hecho de ser mujeres, señala Bosch.  Denuncia que en la universidad existe que la naturalización absoluta de determinados comportamientos que ni siquiera son percibidos como acoso y que existe una absoluta impunidad entre el profesorado «de normalizado que está no se detecta y no se concibe que es algo que no debe pasar bajo ningún concepto en un ámbito universitario o en la sociedad en general». Recuerda que en general las denuncias sólo representan una parte mínima de lo que realmente pasa, algo que se conocer a partir de investigaciones de estudios y encuestas... cuando se habla de cerca del problema y se concreta de que estamos hablando la incidencia aumenta de una manera importante señala Esperanza Bosch.  Señala que todavía está muy arraiga la concepción de que «el patriarcado en su esencia dice a los varones que cualquier varón tiene derecho a cometer cualquier tipo de acercamiento a cualquier mujer» y que de «de puro naturalizado no hay denuncias». Para combatirlo reclama un sistema sancionador para alumnos, profesores y personal de administración de servicios y señala el importante papel de las Oficinas de Igualdad de las Universidades para lograr que la universidad sea un «territorio libre de violencia»

## Publicaciones

### Libros
- Assetjament sexual i violència de génere (2000) Documenta Balear. ISBN 9788489067745
- Historia de la misoginia (2000)[14] Editorial Antropos.
- Violencia contra las mujeres, el amor como coartada, Editorial Antropos
- Los feminismos como herramientas de cambio social (II): de la violencia contra las mujeres a la construcción del pensamiento feminista. (2007) Universitat de les Illes Balears, 2007. Compiladoras: Victoria A. Ferrer Pérez y Esperanza Bosch Fiol.[15]
- El laberinto patriarcal. Editorial Antropos
- La voz de las invisibles. Las víctimas de un mal amor que mata.[16] (2002)  Editorial Cátedra. Colección Feminismos. Esperanza Bosch Fiol y Victoria A. Ferrer. ISBN: 978-84-8384-000-9
- Historia de la misoginia (2020) 2ª edición revisada y aumentada. Margarita Gili Planas, Esperanza Bosch Fiol, Victoria A. Ferrer Pérez. Editorial Antropos.

### Artículos
Bosch ha publicado numerosos artículos especialmente referidos a la violencia contra las mujeres, la misoginia y el patriarcado desde una aproximación de las ciencias sociales y la psicología, con frecuencia compartiendo investigación y autoría con Victoria A. Ferrer Pérez.
- La violencia de género: De cuestión privada a problema social. (2000) Psychosocial Intervention, vol. 9, n.º 1, 2000, pp. 7-19.
- Introduciendo la perspectiva de género en la investigación psicológica sobre violencia de género.  Anales de Psicología (2005).
- El papel del movimiento feminista en la consideración social de la violencia contra las mujeres: el caso de España. (2007) Revista de Estudios Feministas Labrys. Nº 10 Dossier España.
- La violencia de género en la formación universitaria: análisis de factores predictores Ferrer Pérez, V. A., Bosch Fiol, E.,  Navarro Guzmán, C. (2011).
- Del amor romántico a la violencia de género. Para una coeducación emocional en la agenda educativa. Esperanza Bosch Fiol y Victoria A. Ferrer Pérez (2013)
- Nuevo modelo explicativo para la violencia contra las mujeres en la pareja: el modelo piramidal y el proceso de filtraje (2013) Esperanza Bosch y Victoria A. Ferrer Pérez. Asparkia.
- Movimiento #MeToo: el emperador está desnudo. (2018)